# Famille Monier de La Sizeranne
 (novembre 2024).
Si vous disposez d'ouvrages ou d'articles de référence ou si vous connaissez des sites web de qualité traitant du thème abordé ici, merci de compléter l'article en donnant les références utiles à sa vérifiabilité et en les liant à la section « Notes et références ».
La famille Monier de la Sizeranne est une famille française originaire de la Drôme dont le représentant le plus illustre est Maurice de la Sizeranne (1857-1924), fondateur de l’Association Valentin-Haüy (AVH) au service des aveugles et des malvoyants.
Par décret du 7 juin 2004, Martin Jarrige et Léonard Jarrige (nés en 1989), les arrières petits-fils de la dernière porteuse du nom (Georgette Monier de la Sizeranne, épouse de Blesson) relèvent le nom : Jarrige Monier de la Sizeranne .

## Personnalités

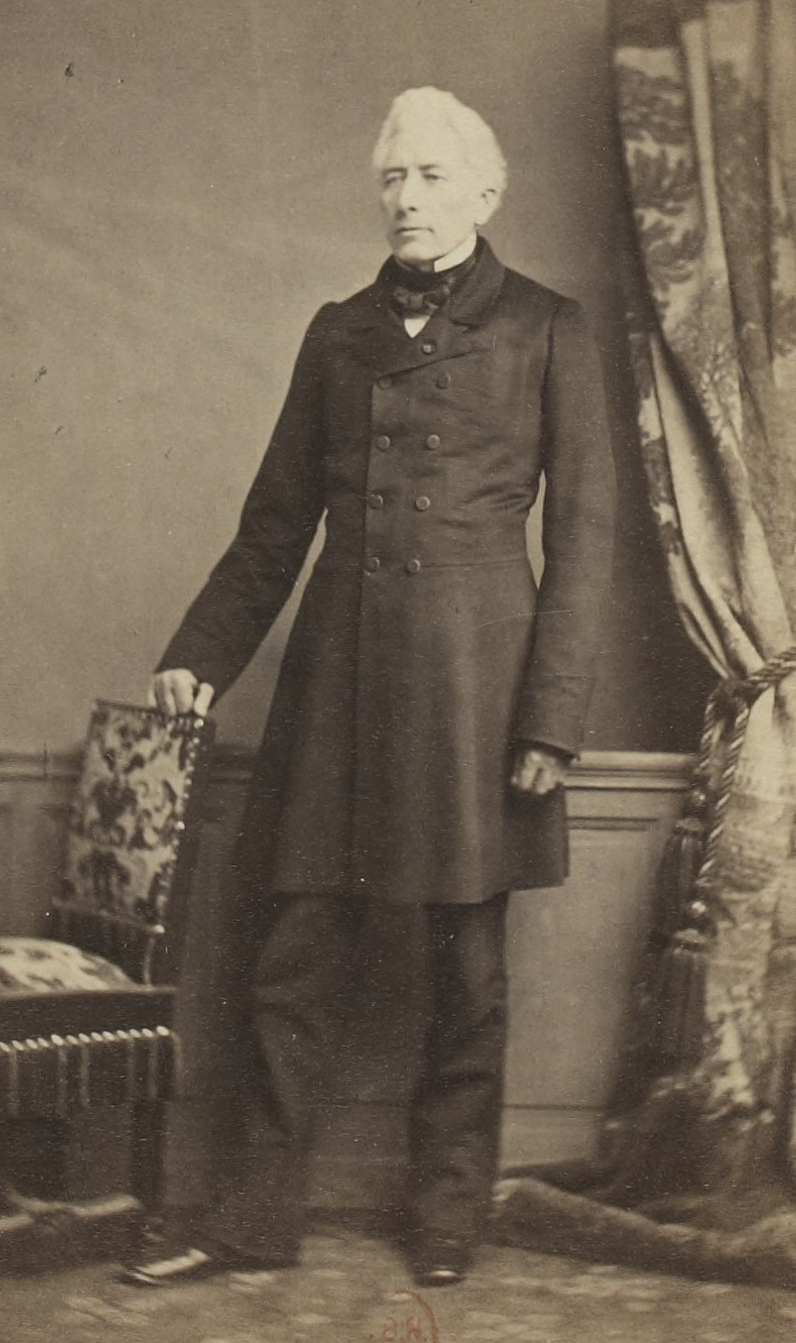
Paul Ange Henri Monier de La Sizeranne

Le comte Paul Ange Henri Monier de la Sizeranne (30 janvier 1797 à Tain-l'Hermitage - 6 janvier 1878 à Nice), Conseiller de la Drôme, député puis sénateur, a été anobli, ainsi que son frère ainé Jean Charles Georges, par ordonnance royale du 31 août 1827, en relevant le nom de Chastaing de la Sizeranne, noblesse issue elle-même de la famille Cordoüe (Cordes), de Tain-l'Hermitage dans la Drôme. Il s’est remarié à Paris le 27 février 1872 avec Marie Prust.
Jean Maxime Monier de la Sizeranne (12 mai 1825-26 décembre 1906), fils de Paul Ange Henri Monier de la Sizeranne, avait épousé le 8 décembre 1853 sa cousine Mathilde Marie Georgette Monier de la Sizeranne. Il était connu comme artiste peintre (Max).
Fernand Monier de la Sizeranne, fils de Paul Ange Henri Monier de la Sizeranne, a été député de la Drôme en 1869 et 1870.
Maurice Monier de la Sizeranne (Louis-Maurice-Marie-Bénigne ), est connu sous le nom de Maurice de la Sizeranne. Né le 30 juillet 1857 à Tain-l'Hermitage, il y décédera le 13 décembre 1924. Devenu aveugle à l’âge de 9 ans à la suite d’un accident, il suit les cours de l’Institut national des jeunes aveugles (INJA), où il se distingue par ses aptitudes musicales et y est nommé professeur de musique en 1878. Sa vie est ensuite entièrement consacrée à la cause des déficients visuels ; il crée en 1889 l’Association Valentin-Haüy dont il sera le secrétaire général jusqu’à sa mort en 1924.
Robert Monier de la Sizeranne (Robert Henri-Marie-Bénigne), né le 28 avril 1866 à Tain-l'Hermitage et décédé en 1932, est le frère cadet de Maurice. Avocat à la cour d’Appel de Paris Homme de lettres, critique d’art, il étudie à Florence et a effectué la traduction de Ruskin. Il écrit des articles sur la peinture anglaise dont il était connaisseur par son père, dans la Revue des deux Mondes (novembre 1894), ainsi que de nombreux ouvrages d’art.

## Armorial
| Figure | Nom et blasonnement |
|        | Famille Monier de La Sizeranne D'argent au lion de gueules à la fasce d'azur brochant sur le tout et chargé de trois croisettes d'or |

## Pour approfondir